# Simarpinggan
Simarpinggan is een bestuurslaag in het regentschap Tapanuli Tengah van de provincie Noord-Sumatra, Indonesië. Simarpinggan telt 619 inwoners (volkstelling 2010).